# Haukur Heiðar Hauksson
Haukur Heiðar Hauksson (Akureyri, Islandia, 1 de septiembre de 1991) es un exfutbolista islandés que jugaba de defensa.

## Selección nacional
Fue internacional con la selección de fútbol de Islandia. Su debut se produjo en un partido amistoso contra Canadá el 19 de enero de 2015.

### Participaciones en Eurocopas
| Eurocopa      | Sede    | Resultado        |
| ------------- | ------- | ---------------- |
| Eurocopa 2016 | Francia | Cuartos de final |

## Clubes
| Club          | País     | Año       |
| ------------- | -------- | --------- |
| KA Akureyri   | Islandia | 2008-2011 |
| KR Reykjavík  | Islandia | 2012-2014 |
| AIK Estocolmo | Suecia   | 2015-2018 |
| KA Akureyri   | Islandia | 2019-2020 |

## Palmarés

### Campeonatos nacionales
| Título            | Club         | País     | Año  |
| ----------------- | ------------ | -------- | ---- |
| Copa de Islandia  | KR Reykjavík | Islandia | 2012 |
| Úrvalsdeild Karla | KR Reykjavík | Islandia | 2013 |
| Copa de Islandia  | KR Reykjavík | Islandia | 2014 |